# Schryari

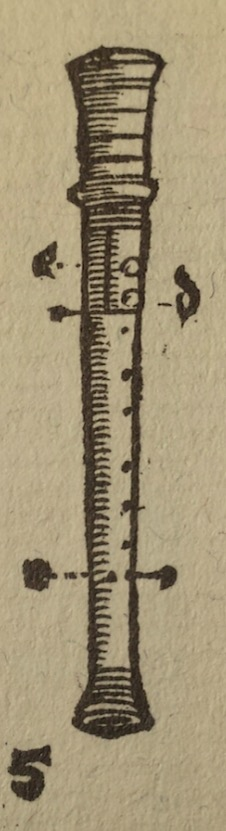
Schyari: Tenor/Alt

Die Schryari, auch Schreierpfeife, war ein Holzblasinstrument in der Renaissance. Sie wurde im 16. Jahrhundert entwickelt und ungefähr 200 Jahre vorwiegend in der europäischen Volksmusik gespielt. Anfang des 16. Jahrhunderts taucht der Name Rauschpfeife auf. Schryari oder Schreierpfeife wird in schriftlichen  Quellen nachfolgend von 1540 bis zuletzt 1706 erwähnt.  Seinen Namen erhielt das Instrument aus dem eigentümlich dumpfen, weichen Grundklang mit darüber liegenden hohen, „schreienden“ Obertönen.
Das Rohr der Schryari weist eine konische Bohrung auf, die Tonerzeugung entsteht durch Anblasen eines, in einer Windkapsel sitzenden Doppelrohrblattes. Die Schryari wurde in mehreren Tonlagen von Sopran bis Bass gebaut, wobei das charakteristische breite Holzrohr mit sieben Grifflöchern an der Oberseite und einem oder zwei Daumenlöchern an der Unterseite gleich blieb.

„Schryari (Auff deutsch Schreyerpfeiffen) seynd starck und frisch am Laut/ können vor sich alleine/ und auch zu anderen Instrumenten gebraucht werden; Haben hinten so wol Löcher als fornen; Seynd an der lenge und statur fast den Corna-Musen gleich/ Alleine das (weil sie unten offen und einfach) viel stärcker am Resonanz seyn: Und ob wol zwar der Discant unten zugedeckt ist/ so hat er doch viel neben Löcher/ do der Wind herausser gehen kan. Sie können aber nicht mehr Thon und Stimmen von sich geben/ denn die Zahl der Löcher mit sich bringet.“